# مكيم (ريمة)

تعديل مصدري - تعديل

مكيم أو قرية مكيم هي إحدى قرى عزلة بني سعيدالواقعة ضمن مديرية الجعفرية التابعة لمحافظة ريمة، بلغ تعداد سكانها (596) نسمة حسب تعداد اليمن لعام 2004.

## المحلات التابعة للقرية
1. حده.
2. شرفة مكيم.
3. شجحة.
4. دي حسان.
5. مكيم السافل.
6. المعاقيب.